# Nitrox
Nitrox er en luftblanding, der består af ilt (Oxygen) og kvælstof (Nitrogen), hvor indholdet af ilt (oxygen) 
er højere end i atmosfærisk luft.
Navnet nitrox er opstået af sammentrækning af ordene Nitrogen og Oxygen.
På engelsk er det meget udbredt at kalde nitrox for Enriched Air Nitrox (EAN). En nitrox blanding med 32 % ilt betegnes EAN32. Er iltindholdet ikke specificeret betegnes nitrox EANx.
Nitrox benyttes til dykning, hvor det lavere indhold af nitrogen mindsker risikoen for trykfaldssyge og nitrogennarkose.

## Oprindelse
De første dyk med nitrox som åndemiddel blev foretaget af Fleuss i år 1876. I årene op til første verdenskrig 
eksperimenterede tyske og engelske virksomehder med åndemidler med reduceret kvælstofindhold i forhold til atmosfærisk luft. 
Denne reduktion af kvælstofindhold reducerer den dekompression en dykker skal foretage efter et dyk. 
Blandt andet det tyske Drägerwerk producerede halvlukkede rebreathere der var forgængere til de militære 
rebreathere der blev brugt under og efter anden verdenskrig. Halvlukkede rebreathere bruger nirtox som åndemiddel.
Denne udvikling af rebreathere lagde grund for den teknik der er blevet brugt til erhvervs, forsknings og fritidsdykning 
med nitrox fra midten af det 20. århundrede og frem til i dag.
I slutningen af halvfjerdserne fik det amerikanske National Oceanic and Atmospheric Administration (NOAA) øjnene 
op for de mange fordele der er ved at anvende nitrox til dykning. I NOAAs dykker manual fra 1979 var der dykketabeller 
og dekompressionstabeller til brug med nitrox. På grund af NOAAs tabeller bliver EAN32 kaldt for NOAA nitrox I, og 
EAN36 kaldt for NOAA nitrox II.
I slutningen af firserne begyndte flere dykkerorganisationer at uddanne fritidsdykkere i brug af nitrox. I dag er nitrox meget udbredt blandt fritidsdykkere.

## Fordele
Da der i forhold til atmosfærisk luft er et reduceret indhold af kvælstof optager en dykker mindre kvælstof under et dyk.
Derfor er der mindre kvælstof at afgasse under opstigning og dekompression. Dette forlænger de tider en dykker kan opholde sig 
på en given dybde uden at skulle foretage en dekompression. Vælger en dykker at overskride denne tid bliver dekompressionen 
kortere end hvis dykkeren havde dykket med en mere kvælstof rig gas.
På grund af at dykkeren har optaget mindre kvælstof er der en mindre risiko for at dykkeren skulle pådrage sig trykfaldssyge.
Skulle en dykker få trykfaldssyge efter et dyk med nitrox som åndemiddel vil trykfaldssygen i de fleste tilfælde være mindre 
alvorlig en hvis dykkeren havde dykket med en mere kvælstof rig gas.
En anden ikke ubetydelig fordel er at man ved dykning med reduceret kvælstofindhold kommer i en lavere mætmingsgruppe efter 
et dyk. Dette betyder at den tid en dykker skal opholde sig på overfladen imellem to dyk blivere kortere end hvis der havde 
været anvendt en mere kvælstof rig gas.
Det er også muligt at dykke efter luft dykketabeller/dekompressionstabeller hvis man benytter sig af ækvivalent luft dybde.

## Risici/ulemper
Da nitrox har et stort iltindhold har en dykker en forhøjet risiko for at pådrage sig iltforgiftning. Dette skyldes det høje 
iltpartialtryk (PpO2) en dykker er udsat for ved dykning med nitrox.
Da nitrox fremstilles ved at blande ilt og atmosfærisk luft er der risiko for at iltindholdet kan være højere end det ønskede 
iltindhold. Hvis en dykker overskrider den maksimale operations dybde for en nitrox blanding er der stor risiko for at dykkeren pådrager sig iltforgiftning. Derfor skal iltindholdet i nitrox altid analyseres inden dykning.
På grund af den begrænsede maksimale operations dybde kan nitrox ikke benyttes til meget dybe dyk. I sådanne tilfælde vil man f.eks benytte trimix.
Hvis man fremstiller nitrox ved hjælp af partialtryks metoden er det nødvendigt at trykflasker og ventiler er i oxygenservice.

## Fremstilling
Nitrox fremstilles ved at blande ilt og atmosfærisk luft. Den mest udbredte metode er at benytte partialtryks metoden. 
I de senere år er kontinuerlig blanding blevet mere og mere populær blandt fritidsdykkere. Under fremstillingen af Nitrox anvendes ilt i høje koncentrationer, som giver en væsentlig brandfare.

## Mest populære nitrox blandinger
- EAN21 (EAN21 er i princippet ikke nitrox men filtreret atmosfærisk luft der kan benyttes med dykkerudstyr der er beregnet til nitrox)
- EAN32 (Kaldes også for NOAA nitrox I)
- EAN36 (Kaldes også for NOAA nitrox II)
- EAN50
- EAN80
- EAN100 (EAN100 er i princippet ikke nitrox da den udelukkende består at ilt og derfor ikke indeholder kvælstof)